# Thailand op de Aziatische Indoorspelen
Thailand is een van de landen die deelneemt aan de Aziatische Indoorspelen. Het land debuteerde in 2005. In dat jaar organiseerde Thailand de eerste editie van de Aziatische Indoorspelen in Bangkok.

## Medailles en deelnames
| Thailand op de Aziatische Indoorspelen |        |      |        |        |        |
| Rang                                   | Editie | Gold | Silver | Bronze | Totaal |
| 3                                      | 2005   | 20   | 21     | 33     | 74     |
| 2                                      | 2007   | 19   | 28     | 22     | 69     |
| 4                                      | 2009   | 19   | 17     | 34     | 70     |
| 2                                      | Totaal | 58   | 66     | 89     | 213    |

Afghanistan · 
Bahrein · 
Bangladesh · 
Bhutan · 
Brunei · 
Cambodja · 
China · 
Chinees Taipei · 
Filipijnen · 
Hongkong · 
India · 
Indonesië · 
Irak · 
Iran · 
Japan · 
Jemen · 
Jordanië · 
Kazachstan · 
Kirgizië · 
Koeweit · 
Laos · 
Libanon · 
Macau · 
Malediven · 
Maleisië · 
Mongolië · 
Myanmar · 
Nepal · 
Noord-Korea · 
Oezbekistan · 
Oman · 
Oost‑Timor · 
Pakistan · 
Palestina · 
Qatar · 
Saoedi-Arabië · 
Singapore · 
Sri Lanka · 
Syrië · 
Tadzjikistan · 
Thailand · 
Turkmenistan · 
Verenigde Arabische Emiraten · 
Vietnam · 
Zuid-Korea